# Saint-Bauzille-de-la-Sylve
Saint-Bauzille-de-la-Sylve is een gemeente in het Franse departement Hérault (regio Occitanie) en telt 799 inwoners (2005). De plaats maakt deel uit van het arrondissement Lodève.

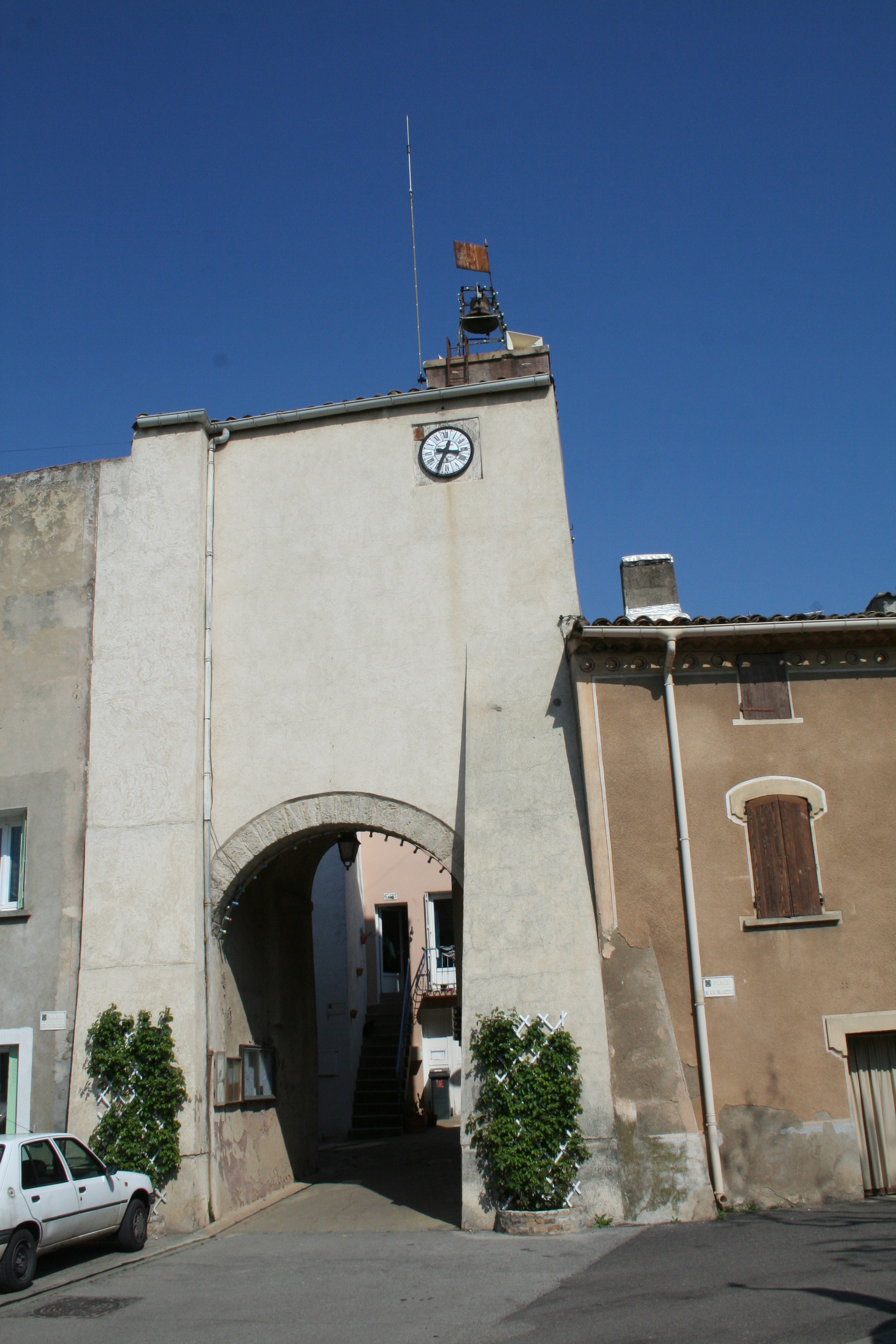
Saint-Bauzille-de-la-Sylve
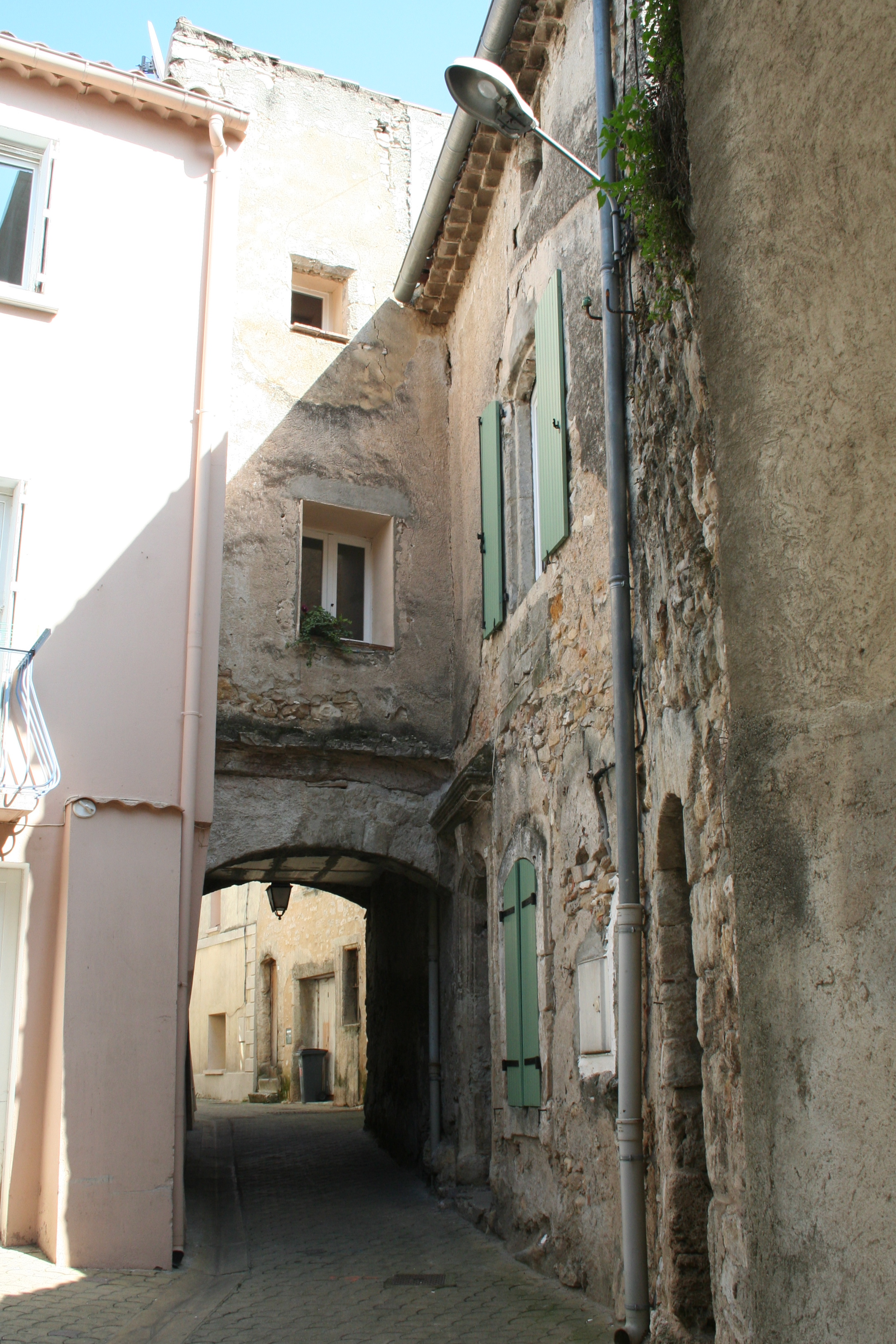

## Geografie
De oppervlakte van Saint-Bauzille-de-la-Sylve bedraagt 8,6 km², de bevolkingsdichtheid is 92,9 inwoners per km².
De onderstaande kaart toont de ligging van Saint-Bauzille-de-la-Sylve met de belangrijkste infrastructuur en aangrenzende gemeenten.

## Demografie
Onderstaande figuur toont het verloop van het inwonertal (bron: INSEE-tellingen).